# Олександрівка (Голованівський район)
Олекса́ндрівка (в минулому —  Ксьондзівка) — село в Голованівській громаді Голованівського району Кіровоградської області України. Населення становить 271 осіб.

## Історія
2 березня 1920 року через Олександрівку під час Зимового походу проходив Кінний полк Чорних Запорожців Армії УНР.

## Населення
Згідно з переписом УРСР 1989 року чисельність наявного населення села становила 325 осіб, з яких 142 чоловіки та 183 жінки.
За переписом населення України 2001 року в селі мешкала 271 особа.

### Мова
Розподіл населення за рідною мовою за даними перепису 2001 року:
| Мова       | Відсоток |
| ---------- | -------- |
| українська | 97,42 %  |
| російська  | 2,21 %   |
| молдовська | 0,37 %   |

## Постаті
- Грановський Юхим Давидович (* 1934) — заслужений будівельник України, почесний громадянин міста Золотоноша.